# 봉황자리 A
봉황자리 A는 봉황자리에 위치한 타원 은하로 봉황자리 은하단의 가장 밝은 은하단 은하이다. 피닉스 A(Phoenix A)라고 도 불린다.

## 중심 블랙홀
봉황자리 A의 중심에는 높은 강착 속도를 가지는 초대질량 블랙홀이 위치하고 있다. 그 결과 은하핵은 2형 세이퍼트 은하와 유사한 높은 활동성을 지니게 되어 강한 X선 방출을 보이고 있다. 한 논문에서 이 블랙홀의 질량을 태양의 1,000억 배로 추정하면서 가장 질량이 큰 블랙홀이 아니냐는 주장이 제기되었지만 실제 측정에 기인한 것이 아니기 때문에 신빙성은 높지 않다.